# Peucedanum silaifolium
Peucedanum silaifolium är en flockblommig växtart som beskrevs av William Philip Hiern. Peucedanum silaifolium ingår i släktet siljor, och familjen flockblommiga växter. Inga underarter finns listade i Catalogue of Life.